# Iriomote-jima
L'île d'Iriomote (西表島, Iriomote-jima) est par sa surface la plus grande île de l'archipel des Îles Yaeyama au sud-ouest du Japon, faisant partie de l'archipel Sakishima, avec les îles Miyako à l'est et les îles Senkaku plus au nord, et donc des îles Ryūkyū. Elle fait partie du bourg de Taketomi dans la préfecture d'Okinawa et compte environ 2 000 habitants pour une surface de 289 km2. Ses principales infrastructures sont un port et une route principale, qui fait environ la moitié du tour de l'île ; aussi certains villages ne sont accessibles que par la voie des eaux. La très large majorité de la surface de l'île est sauvage, couverte de mangroves, d'une forêt dense et de (petites) montagnes. L'île fait partie du parc national d'Iriomote-Ishigaki.

## Géographie
Cette île est accessible en bateau depuis sa voisine plus peuplée Ishigaki-jima (石垣島) ; il faut compter environ une heure. Deux débarcadères, presque diamétralement opposés, sont utilisés en fonction des conditions météorologiques, car l'île est sur la route des typhons de l'Asie du Sud-Est, qui touchent la Chine ou le Japon, d'août à mi-octobre. Cependant, la compagnie locale de bateaux peut assurer le transfert en bus.
Jusqu'au XXe siècle, l'île fut frappée chroniquement de malaria, ce qui rendait difficile un séjour prolongé. Pour cette raison, elle est restée très sauvage et son développement a pris du retard par rapport aux îles voisines comme Ishigaki. La malaria y fut enfin éradiquée après la Seconde Guerre mondiale.

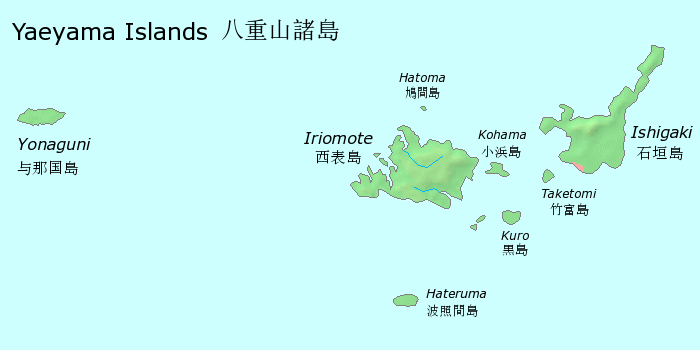
Îles Yaeyama, avec Iriomote-jima au centre.

Cette île étant fort loin du Japon, et n'ayant qu'une route, les habitants s'inquiétaient que leurs enfants n'aient pas le réflexe « feux rouges ». Afin de le leur apprendre, ils firent installer deux feux rouges sur la route, l'un juste à la sortie de l'embarcadère principal, l'autre près de l'école.[réf. nécessaire]

## Histoire
L'île d'Iriomote fournissait du bois aux habitants des autres îles Yaeyama.
Avec les îles Amami-Oshima et Tokunoshima, ainsi que la partie nord de l'île d'Okinawa, l'île d'Iriomote est inscrite sur la liste du patrimoine mondial de l'UNESCO le 26 juillet 2021.

## Milieu naturel
Cette île est assez connue des Japonais car elle présente un intérêt touristique pour son milieu naturel, par plusieurs aspects :
- elle abrite une espèce particulière de chat, dit Iriomote yamaneko (chat sauvage d'Iriomote, Felis iriomotensis), espèce endémique et considérée comme un trésor du patrimoine national japonais. Il y aurait actuellement entre cinquante et cent individus vivants, regroupés sur les parties basses de l'île ;
- la mangrove couvre une partie importante de l'île. Il est possible de remonter en bateau la rivière principale, bordée uniquement de mangrove dans sa zone d'embouchure sous influence de la marée. La mangrove de l'archipel Yaeyama est la plus septentrionale de la région d'Asie du Sud-Est ;
- comme toutes les îles de l'archipel, elle est entourée par une barrière de corail. Il y a des possibilités d'excursions pour des zones remarquables de la barrière de corail depuis le port principal.
- ses plages sont couvertes de sable étoilé dû à une espèce de foraminifères appelé Baculogypsina sphaerulata.

## Personnalité liées
- Tami Sakiyama, autrice, y est née.